# مراقبه
مراقبه یا درون‌پویی در اخلاق و عرفان اسلامی و کلا یکتاپرستی بخش مهمی از سیر و سلوک است.
شیخ محمد بهاری دربارهٔ لفظ مراقبه می‌گوید: «مراقبه یعنی کشیک نفس را کشیدن که مبادا اعضا و جوارح را به خلاف وادارد و عمر عزیز را که هر آنی از آن بیش از تمام دنیا و ما فیها قیمت دارد، ضایع بگرداند.»
روزبهان در مَشرَب الارواح می‌گوید: «مردی از ابن‌مبارک پرسید: ای ابو عبدالرحمن مرا وصیتی کن. گفت: مراقب حق تعالی باش. آن مرد تفسیر این سخن را خواست، گفت: همیشه چنان باش که خدای را می‌بینی.»
عطار نیشابوری در تذکرةالاولیاء در ذکر عبدالله مغربی می‌گوید: «و [عبدالله مغربی] گفت: فاضل‌ترین اعمال عمارت اوقات است به مراقبات.»
مراقبه (دهیانا) حالتی فراتر از تمرکز و مدیتیشن است که ذهن کاملاً رام شده و تحت کنترل قرار می‌گیرد. بعبارتی ساده انسان از ذهن فراتر رفته و به فراآگاهی یا توریا (سامادهی) دست پیدا می‌کند

## لفظ مراقبه
مراقبه کلمه‌ای عربی است که از ماده رقبه به معنی گردن و ورود گرفته شده است و برای اینکه «انسان به هنگام نظارت و مواظبت از چیزی گردن می‌کشد، و اوضاع را زیر نظر می‌گیرد، این واژه بمعنی نظارت و مواظبت و تحقیق و زیر نظر گرفتن چیزی، اطلاق شده است.»